# Clarendon (Arkansas)
Clarendon és una població dels Estats Units a l'estat d'Arkansas. Segons el cens del 2000 tenia 1.965 habitants.

## Demografia
Segons el cens del 2000, Clarendon tenia 1.960 habitants, 814 habitatges, i 520 famílies. La densitat de població era de 413,5 habitants/km².
Dels 814 habitatges en un 26,9% hi vivien nens de menys de 18 anys, en un 43,5% hi vivien parelles casades, en un 16,2% dones solteres, i en un 36,1% no eren unitats familiars. En el 33% dels habitatges hi vivien persones soles el 16,7% de les quals corresponia a persones de 65 anys o més que vivien soles. El nombre mitjà de persones vivint en cada habitatge era de 2,38 i el nombre mitjà de persones que vivien en cada família era de 3,02.
Per edats la població es repartia de la següent manera: un 26,3% tenia menys de 18 anys, un 8,1% entre 18 i 24, un 24,1% entre 25 i 44, un 25,5% de 45 a 60 i un 16,1% 65 anys o més.
L'edat mediana era de 38 anys. Per cada 100 dones de 18 o més anys hi havia 86 homes.
La renda mediana per habitatge era de 22.927 $ i la renda mediana per família de 30.250 $. Els homes tenien una renda mediana de 25.972 $ mentre que les dones 18.125 $. La renda per capita de la població era d'11.902 $. Entorn del 20,8% de les famílies i el 28,9% de la població estaven per davall del llindar de pobresa.

## Poblacions més properes
El següent diagrama mostra les poblacions més properes.